# Carlos Mazón
Carlos Arturo Mazón Guixot (Alicante, 8 aprile 1974) è un politico e avvocato spagnolo, Presidente della Generalitat Valenciana dal 2023 e del Partito Popolare valenciano.

## Biografia
Nativo di Alicante, in Comunità Valenciana,  Ha studiato EGB, Baccalaureato e COU presso la Scuola Jesús María Vistahermosa di Alicante. Successivamente è entrato all'Università di Alicante nel 1992, completando una laurea in giurisprudenza . Nello stesso anno, all'età di 18 anni, aderisce al Partito Popolare della Comunità Valenciana (PPCV).  Dopo la laurea nel 1997, ha continuato a esercitare la professione di avvocato.

## Carriera politica
La carriera politica di Mazón inizia nel 1999, quando viene nominato all'Istituto Valenciano della Gioventù dall'allora Presidente Eduardo Zaplana, e da allora ha ricoperto diversi ruoli direttivi nel Governo della Comunità Valenciana. Nelle elezioni amministrative del 2019, Mazón viene eletto consigliere provinciale di Alicante.

### Presidente della Generalitat Valenciana (2023-)
Nell'ambito delle elezioni regionali in Spagna del 2023, Mazón è stato il candidato del Partito Popolare per la carica di Presidente della Generalitat Valenciana e capolista per le Corti Valenciane, venendo eletto deputato ed entrando in carica il 26 giugno 2023.
Il Partito Popolare è stato il più votato nelle elezioni e ha totalizzato 40 seggi su 99, non potendo superare il voto di fiducia per il nuovo governo regionale, con a capo Mazón. Il PP ha quindi deciso di stilare un accordo con il partito di estrema destra Vox, che ha totalizzato 13 seggi, permettendo alla coalizione di superare il voto di fiducia 53 (PP-Vox) a 46 (PSOE-Compromís).
Giura e si insedia come Presidente della Generalitat Valenciana il 15 luglio 2023 e assumendone le funzioni il 17 luglio 2023.